# Боян Йоргачевич
Боян Йоргачевич е сръбски футболен вратар. Има 7 мача за сръбския национален отбор.

## Кариера
Йоргачевич започва кариерата си в Рад Белград. През 2003 г. играе под наем в Динамо Панчево. След завръщането си от наема става титулярен вратар на Рад във Втора лига на Сърбия. Изиграва над 100 мача за отбора. През лятото на 2007 г. е привлечен от белгийския КАА Гент за заместник на легендата Фредерик Херпоел. В началото на сезона Боян е резерва, но успява да извоюва мястото си под рамката на вратата. През сезон 2009/10 печели Купата на Белгия, а Гент завършват на второ място в Юпитер лигата. Същия сезон Боян записва първите си срещи в Лига Европа, където Гент е в една група с Левски (София), Лил и Спортинг Лисабон. В края на 2010 г. прави дебюта си за националния отбор на Сърбия.
През лятото на 2011 г. преминава в Клуб Брюж, подписвайки договор за 5 години. В първия си сезон Боян е титуляр, но през 2012/13 губи мястото си и изиграва едва 12 мача. След това играе 1 сезон в турския Ерджиеспор. През януари 2015 г. преминава със свободен трансфер в Левски (София). Представен е на 6 януари 2015 г., като избира фланелка с номер 29.